# Benet Delcán Zamudio
Benet Delcán Zamudio   (Ayamonte, 1954 - 23 de maig de 2019) va ser un empresari i director de la Caixa Popular així com director de Qualitat i Desenvolupament de Florida Universitària. Guanyà el 2014 el Premi Pepe Miquel del Cooperativisme Valencià.
Va ser fundador de Fevecta, President de Florida Universitària des de l'any 1989 fins al 1997, membre passat del Consell Superior del Cooperativisme de la Comunitat Valenciana, del Consell de Direcció de l'Institut de Promoció i Foment del Cooperativisme de la Generalitat Valenciana, Didàctics Valencians–Abacus, La Nostra Escola Comarcal i de Consum, membre actual d'ÉTNOR i fundador d'AKOE. Ha publicat diversos articles a revistes. Va morir el 23 de maig de 2019, després d'una malaltia de llarga durada.